# 欧特勒芒库尔
欧特勒芒库尔（法語：Autremencourt，法語發音：[otʁəmɑ̃kuʁ]）是法国上法蘭西大區埃纳省的一个市镇，属于拉昂区。

## 地理
欧特勒芒库尔（49°42'15"N, 3°47'11"E）面积9.15 平方千米，位于法国上法蘭西大區埃纳省，该省份为法国北部内陆省份，北起北部省，西接索姆省和瓦兹省，东临阿登省和马恩省，西南至塞纳-马恩省，东北部与比利时接壤。
与欧特勒芒库尔接壤的市镇（或旧市镇、城区）包括：屈里约、马尔勒、蒙蒂尼苏马尔勒、拉讷维尔-博斯蒙、图利阿唐库尔、韦勒和科蒙、瓦耶讷。

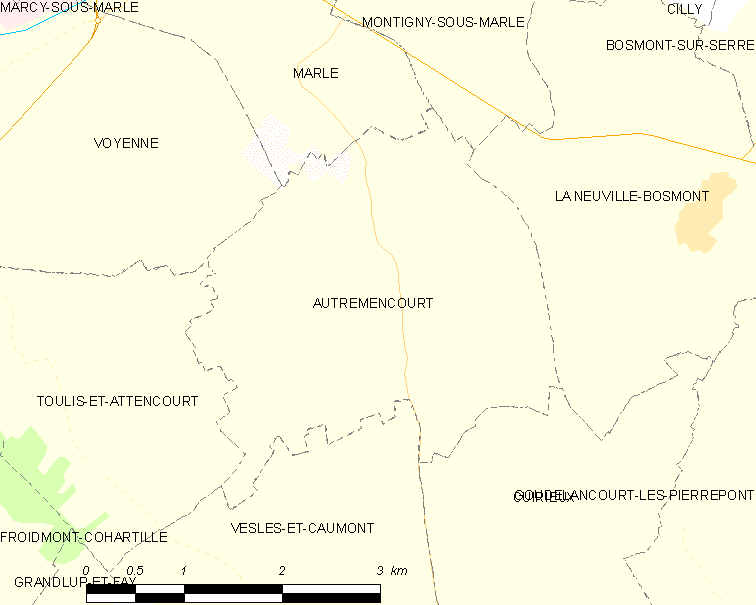
欧特勒芒库尔的OSM定位图

欧特勒芒库尔的时区为UTC+01:00、UTC+02:00（夏令时）。

## 行政
欧特勒芒库尔的邮政编码为02250，INSEE市镇编码为02039。

## 政治
欧特勒芒库尔所属的省级选区为马尔勒县。

## 人口

1962-2008年间欧特勒芒库尔人口变化图示

欧特勒芒库尔于2022年1月1日时的人口数量为175人。